# Porfidi granitici
I porfidi granitici sono rocce della famiglia del granito, di composizione chimica e mineralogica pressoché identica a quella delle varie rocce della famiglia, ma con struttura porfirica o granulare molto fine (microgranulare), e vengono distinte dai graniti a struttura granulare.
Questa distinzione è giustificata dall'impossibilità di riconoscere esattamente la composizione mineralogica di queste rocce ad un esame macroscopico o anche microscopico, per la finezza della grana di molti minerali: un'esatta determinazione può essere compiuta solo con l'analisi chimica.
Queste rocce si trovano associate alle rocce granitiche, delle quali rappresentano varietà raffreddate dal magma in condizioni filoniane o subvulcaniche.
Queste rocce non vanno confuse con i porfidi quarziferi che sono rocce effusive prodotte dalla solidificazione di un magma.